# Lasioglossum frigidum
Lasioglossum frigidum là một loài Hymenoptera trong họ Halictidae. Loài này được Sakagami & Ebmer mô tả khoa học năm 1996.